# 盗まれた顔
『盗まれた顔』（ぬすまれたかお）は、羽田圭介の小説である。指名手配犯の顔写真を貼った顔手帳を持ち、目視で顔を覚えて手配犯を探し出す警視庁刑事部捜査共助課所属の「見当たり捜査員」が事件の真相に迫る警察小説である。羽田は、2010年に「見当たり捜査員」の特集を、偶然点けたテレビのニュース番組で見たことが本作執筆のきっかけになった。
2012年10月25日に幻冬舎から単行本が刊行され、2014年10月9日に幻冬舎文庫版が発売された。
2019年1月5日から2月2日までWOWOWでテレビドラマ化された。

## あらすじ
警視庁刑事部捜査共助課に所属する白戸崇正は、指名手配犯の顔を記憶して捜索する「見当たり捜査員」。白戸は部下の安藤香苗と谷遼平と共に、群衆の中から指名手配犯を捜し続けるある日、中国人の王龍李を見つけ逮捕する。白戸は谷とともに王を大阪府警に搬送するが、その途中、王が殺害されるという失態をしてしまう。そんな中、決して見るはずのない人物を目撃する。4年前に死んだはずの先輩捜査員・須波通である。須波は優秀な見当たり捜査員だったが4年前に焼死したはずだった。白戸は小池に頼んで情報を集めていたが、中国マフィアや公安警察が動き出し、白戸は命を狙われることになる。

## 登場人物
白戸崇正（しらと たかまさ）
39歳。警部補。警視庁刑事部捜査共助課所属の見当たり捜査員。
2人の部下を持つ第2班の班長。刑事課と生活安全課を経て、大阪府警で研修を受けて捜査共助課に配属された。一度覚えた顔を忘れられないという欠点があり、常時500人分の顔手帳を持っているが3000人分を超える顔を記憶している。捜査共助課は普通3年といわれるが5年目になる。
亡くなったはずの先輩捜査員を目撃し、命を狙われることになる。
出会い系サイトで知り合った千春と同棲しているが、最近なにか隠し事をしていると感じている。
安藤香苗（あんどう かなえ）
26歳。白戸の部下の見当たり捜査員。交番勤務ののち捜査共助課。
捜査共助課の研修期間中の2週間で、70人の顔を覚え手配犯2人を発見した優秀な見当たり能力を持つ。
谷遼平（たに りょうへい）
白戸の部下の見当たり捜査員。なかなか実績を挙げられずスランプに陥ってしまい、あやうく誤認逮捕をしてしまいそうなほど追い詰められる。
須波通（すなみ とおる）
4年前に焼死したはずの見当たり捜査員。整形しているが白戸に目撃され接触してくる。抜群の見当たり能力を持っている。
小池（こいけ）
白戸とは警察学校の同期で、警視庁組織犯罪対策部組織犯罪対策第一課所属。白戸に情報を流してくれる。
川本（かわもと）
公安部捜査員。4年前に死亡した須波に最後に会った人物とされる。
塚本孝治（つかもと こうじ）
37歳。元外資系精密機器メーカー社員。弁護士と歯科医師殺人容疑で指名手配され、白戸に逮捕される。
王龍李（おう りゅうり）
41歳。仲間3人と強盗殺人を犯し、その後仲間2人も殺害した容疑で指名手配される。
白戸に逮捕され、白戸と谷が大阪府警に搬送中、何者かに殺害される。
宮坂千春（みやさか ちはる）
33歳。白戸と出会い系サイトで知り合い付き合って5年、同棲生活は4年になる。熊本出身。
OLを経て、介護ヘルパー歴5年。

## テレビドラマ
『盗まれた顔 〜ミアタリ捜査班〜』のタイトルで、2019年1月5日から2月2日までWOWOW「連続ドラマW 土曜オリジナルドラマ」で放送された。主演は玉木宏。全5回。初回はノンスクランブル放送。

### キャスト
警察関係者
- 白戸崇正 - 玉木宏
- 谷遼平 - 町田啓太
- 安藤香苗 - 内田理央
- 須波通 - 渋川清彦
- 小池（警視庁人事一課） - 和田聰宏
- 森野（大阪府警捜査共助課・白戸の元上司） - バッファロー吾郎A
- 川本（警視庁公安部外事二課） - 丸山智己
- 酒向芳

指名手配犯
- 塚本孝治 - 山崎樹範
- 草野唯（詐欺容疑） - 後藤ユウミ
- 角田里子（詐欺容疑） - 友近
- 陳少峰（殺人遺棄容疑〈密航組織蛇頭の一員〉） - 裵ジョンミョン
- 王龍李（殺人遺棄容疑〈密航組織蛇頭の一員・別名：周宇翔〉） - テイ龍進
- 江青龍（コンビニ強盗） - 水間ロン

その他
- 千春 - 伊藤歩
- ネコの太郎（千春が拾ってきた猫） - ノエル
- 由美（白戸の元恋人） - 中村ゆり
- 新野真美（女子高校生） - 早乙女ゆう
- 小麗（須波の婚約者） - 北浦愛
- 小麗の母 - 稲川実代子
- 注射器男 - 坂田聡
- 中国人マフィア - 松本修一
- 張の手下 - 佐藤佐吉
- 張の手下 - 田中瑛祐
- かつて白戸が検挙した男 - 荒木秀行
- 柴田（監察医） - 渡辺邦斗
- 看護師 - ささき三枝
- 張（中国人マフィア） - 呉汝俊
- 大牟田 - 眞島秀和

### スタッフ
- 原作 - 羽田圭介『盗まれた顔』（幻冬舎文庫）
- 脚本 - 足立紳
- 監督 - 武正晴
- 音楽 - 海田庄吾
- チーフプロデューサー - 井上衛、森川真行
- プロデューサー - 井口正俊、石塚清和
- 制作協力 - ファインエンターテイメント
- 製作著作 - WOWOW